# Spanisches Spital

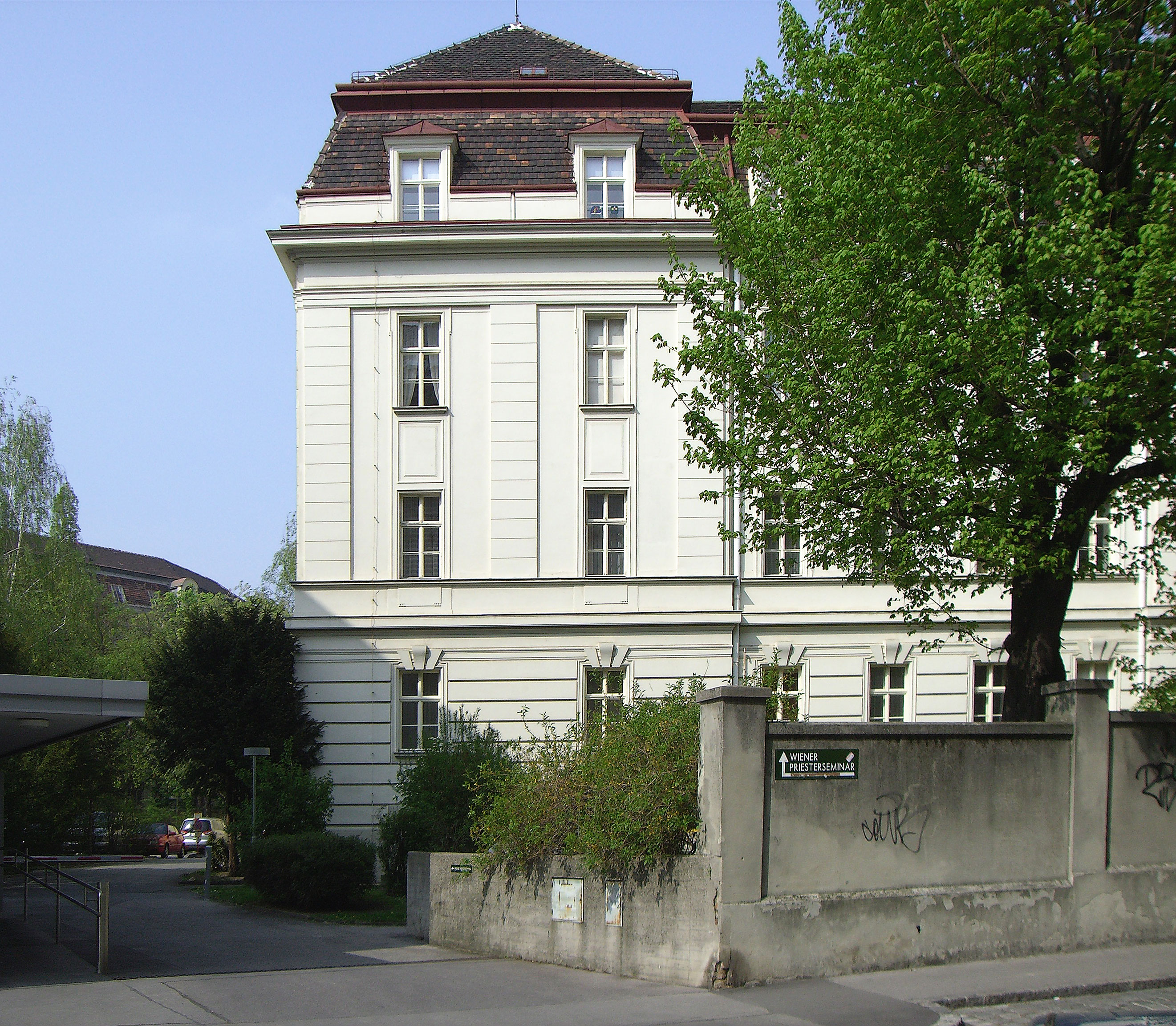
Das Gebäude des ehemaligen Spanischen Spitals beherbergt heute ein Priesterseminar

Das Spanische Spital war ein 1717 gegründetes frühes Spital in der heutigen Boltzmanngasse 9–9a im 9. Wiener Gemeindebezirk Alsergrund. Seit dem 1. April 2003 steht das Gebäude, das jetzt das Wiener Priesterseminar beherbergt, unter Denkmalschutz (Listeneintrag). 2011 wurde es unter Leitung von Regens Richard Tatzreiter umgebaut und beherbergt seither die Priesterseminare der Diözesen Wien, Eisenstadt und Sankt Pölten. Seit 1996 hat außerdem das Erwin Schrödinger International Institute for Mathematics and Physics seinen Sitz in einem Trakt im Obergeschoß.

## Geschichte
Für die Angehörigen der neuerworbenen welschen (Neapolitanien, Sizilien, Mailand) und niederländischen Untertanen sowie die Spanier, die ihm nach Wien gefolgt waren, gründete Kaiser Karl VI. das so genannte Spanische Spital. Am 28. Dezember 1717 übernahmen Stephan Mascaro, Mauritius Andreu, Gabriel Joly Orso und Nicolaus Sardagna den Kaufvertrag für ein Grundstück mit einem Gebäude. Nachdem dieses, das 1713 während einer Pestepidemie bereits als Spital benutzt worden war, abgebrochen worden war, wurde am 12. Februar 1718 mit dem Neubau begonnen.
Als Kommissar des Spanischen Spitals erwarb Don Josepho Pascasio Taffaelo am 13. November 1725 ein Nachbargrundstück, um das Spital erweitern zu können. 1754 wurde das Dreifaltigkeitsspital am Rennweg aufgelassen und hierher verlegt, um Platz zu schaffen für das Kaiser- oder Hofspital, das an den Rennweg verlegt wurde. Gleichzeitig mit dieser Verlegung wurde die bisher am Bürgerspital beheimatete medizinisch-praktische Lehrschule auf Anraten Gerard van Swietens ins Spanische Spital übersiedelt. Als Lehrer wurde de Anton de Haen nach Wien berufen. 1769 wurde der Strudelhof bei einer Versteigerung zugekauft und als Spital für Personen mit ansteckenden Krankheiten benutzt. Zwischen 1764 und 1784 war hier in einigen Räumen das Spital der Handlungsgehilfen untergebracht. Weitere am Spanischen Spital wirkende Ärzte waren unter anderem Steidele, Johann Nepomuk Hunczovsky, Johann Georg Hasenöhrl und Leopold Auenbrugger. 1780 beherbergte das Spital neben 70 Patienten, deren Heilungskosten durch Stiftungen gedeckt waren, rund 290 zahlende Patienten. Aus den Überschüssen der erzielten Einkünfte der Stiftungen und Besitzungen hatte das Spanische Spital jährlich 6.000 Gulden für die Erhaltung des Breitenfurter Spitals und weitere 3.150 Gulden für die medizinisch-praktische Lehrschule abzuliefern.
Nach der Eröffnung des Allgemeinen Krankenhauses unter Kaiser Joseph II. wurden die Kranken 1784 in das neue Zentralkrankenhaus verlegt und das Spital geschlossen.
1785 übersiedelte das Wiener Findelhaus in das Gebäude. 1810 wurde die Knabenschule des Waisenhauses zu einer vierklassigen Hauptschule, die auch von externen Kindern besucht werden konnte. Um die Jahrhundertwende war daraus eine achtklassige Volks- und Hauptschule geworden, die bis zur Verlegung des Waisenhauses 1913 nach Lainz bestehen blieb.
1913 übernahm das fürsterzbischöfliche Alumnat Gebäude und Garten. Das Gebäude wurde erweitert und 1914 zog das Priesterseminar aus dem Curhaus in die Boltzmanngasse um.
1996 zog das Erwin Schrödinger International Institute for Mathematics and Physics in einen Trakt im Obergeschoß der Boltzmanngasse 9 und hat seither dort seinen Sitz. Vorher hatte es im letzten Wohnhaus von Erwin Schrödinger in der Pasteurgasse residiert.
Von 2011 bis 2012 erfolgte im Bereich des Priesterseminars ein umfangreicher Umbau und Verlegung des Haupteingangs in die Strudlhofgasse, um die bisher drei Priesterseminare Wien, Eisenstadt und St. Pölten zusammenführen zu können. Von 2018 bis 2019 erfolgte nochmals eine Außenrenovierung.

## SeminarkircheSanta Maria de Mercede

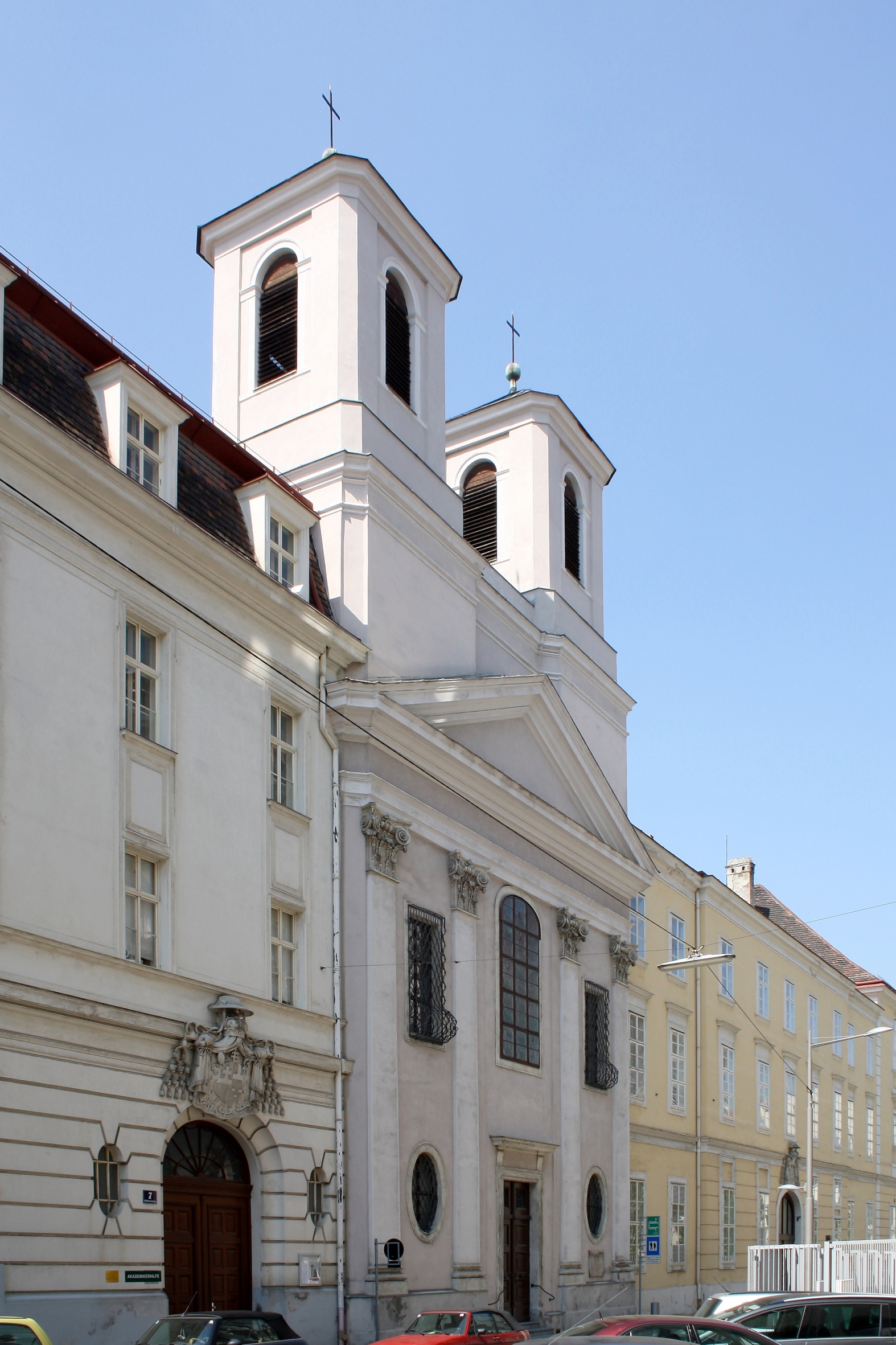
Die Seminarkirche Santa Maria de Mercede

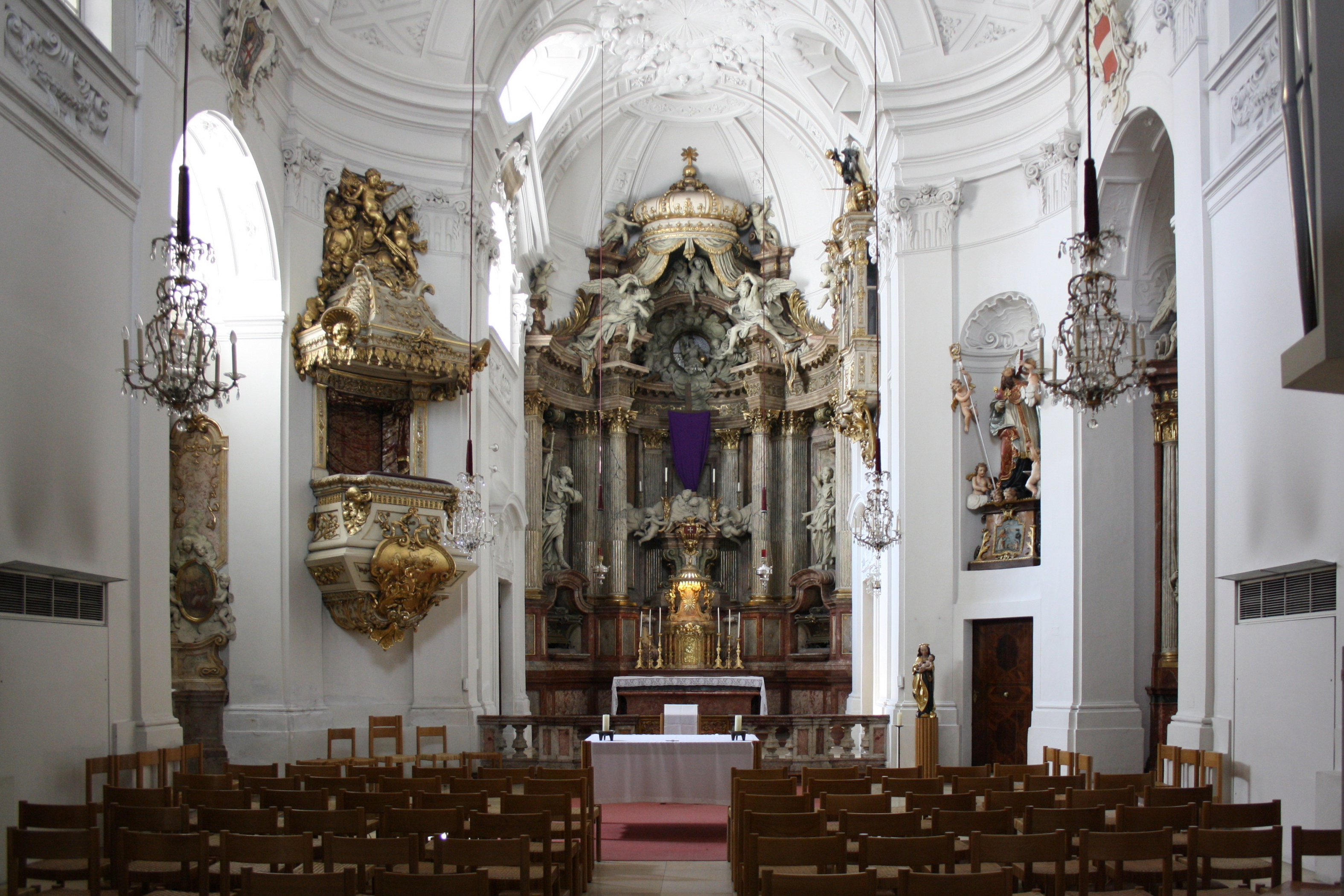
Innenansicht der Seminarkirche

Die Grundsteinlegung für die Spitalskirche und jetzige Seminarkirche, die von Anton Ospel errichtet wurde, fand am 2. August 1722 durch Kaiser Karl VI. statt, die Kirchenweihe am 24. September 1723. Geweiht wurde sie vom ersten Wiener Erzbischof Sigismund Graf Kollonitsch zu Ehren von Santa Maria de Mercede (Maria vom Loskauf der Gefangenen).
Die rechteckige Saalkirche mit reichem Stuckdekor an der Decke hat an beiden Seiten zwei Altarnischen. Die zweitürmige Kirchenfassade war ursprünglich im hochbarocken Stil, wurde jedoch 1821 im klassizistischen Stil umgestaltet. Die Orgel stammt aus der Werkstatt Georg Hradetzky und wurde 1970 aufgestellt.
Das Altarbild des ersten Seitenaltars an der Evangelienseite malte Carlo Carlone („Hl. Borromäus“, um 1727), das des zweiten Francois Roettiers („Christus und Petrus auf dem See Genezareth“, 1727). Von Martino Altomonte stammt das Altarbild („Hl. Januarius“, 1725) des ersten Seitenaltars an der Epistelseite.
In der Gruft befinden sich sieben Särge, unter anderem auch der des Redemptoristenpaters Franz Tendler (1820–1902), der 45 Jahre als Jugendseelsorger in der Kirche wirkte und 1857 den ersten Katholischen Jünglingsverein begründete, der der Stammverein der österreichischen katholischen Jugendbewegung ist.
2018 und 2019 wurden im Rahmen der Renovierungsarbeiten am Gebäude auch die Turmkreuze instand gesetzt. Dabei wurde am rechten Turm unterhalb des Kreuzes eine Kapsel mit Zeitzeugnissen eingefügt, darunter ein Jahresprogramm der Priesterausbildung. Außerdem wurde ein neues Geläut mit vier Glocken aus der Glockengießerei Grassmayr (Innsbruck) eingesetzt und am 30. Mai 2019 geweiht.